# 味精症候群
味精症候群（MSG symptom complex）是偽科學。支持者聲稱這是一系列症状，包括头疼、脸部或其它部位潮红、流汗和口部和脸部感到压力。更严重的症状则包括喉咙肿胀、胸口疼痛、心悸和呼吸急促。一般个案的患者能够康复，不会受重大伤害。在吃下含有丰富味精的食物前，只要服用正常含量的维他命B6，就可以避免此症候群。
由於美國人最初是因為吃中國菜引起這些病徵，所以一度將這些病徵稱為中国餐馆症候群（Chinese restaurant syndrome）。
谷氨酸钠综合征则指中式餐馆经常使用谷氨酸钠（亦即味精）。味精是常见调味料，在很多家庭菜式、加工食物和餐厅菜式都出现。“中式餐厅”是指现象的最初事例，但并非只有中国菜带来这种綜合症。

## 名称的由来
「MSG綜合症狀」起初稱為「谷氨酸单钠症候群」也就是「中國餐館症候群」，最初来自1968年在美国《新英格兰医学杂志》上发表的一封署名 Robert Ho Man Kwok 的读者来信，其自称来到美国几年了，常去中餐馆吃饭，发现中餐馆大量使用味精造成多种症状。因为其名字很像来自香港的华裔移民，一些媒体称之为“華裔醫生郭浩民”。郭氏認為這種症狀背後隱藏著許多原因，其中包括用酒烹調時所殘留的酒精、鈉成分或MSG調味品等。但經過那次後，MSG就成為大家關注的焦點，兼且與那些症狀再也脫不掉關係。然而，從未研究過酒或鹽成分所帶來的影響。多年來，特異性症狀的清單就建立在這些逸事趣聞的基礎上。

## 科学争议
然而据迈克尔·布兰丁的报道，“華裔醫生郭浩民”子虚乌有，那封造成之后连锁反应的信其实来自两个美国年轻医生打赌能否在《新英格兰医学杂志》这样的严肃刊物上发表明显胡扯的文章。他们杜撰的醫生自称所在的医学机构 the National Biomedical Research Foundation of Silver Spring 根本不存在。其中一人在来信发表后多次联系《新英格兰医学杂志》告诉他们实情，但被拒绝接受。
虽然症候群鲜有发生，但一些人认为味精有害而不敢吃有味精之食物，一些餐厅就以不提供这类食物作招徕。
一般认为味精是中国餐馆症候群发生的原因，多项研究却显示它与症候群的症状没有重大关联。其中一项研究并不假设症候群只有某一个原因，而认为症候群是数种进食后的症状，并有各自独立的原因。
1987年联合国粮农组织和世界卫生组织食品添加剂专家联合会第19次会议宣布，取消过去关于成人食用味精量要限制的规定，确定它是一种可靠的食品添加剂，除一周岁内婴儿外，其他年龄组儿童都可食用。这个结论是在广泛研究的基础上作出的，经过调查发现，所谓的“中国餐馆综合征”并非因中国菜肴多加味精的缘故，而是蠟樣芽孢桿菌污染饭菜所致。研究报告还证实，味精加热后一般变化不大，加热到154℃时味精只不过失去了它本身含有的结晶水，加热到210℃时味精发生吡咯烷酮化，加热到270℃时才分解破坏。所以，在一般食品的烹调温度条件下，味精的性能是稳定的，用不着担心变质有毒的问题。事实上，正宗的味精都是由粮食加工制成的。味精的化学成分是谷氨酸钠，它进入人体后很快分解出谷氨酸，而谷氨酸是一种有鲜味的氨基酸，肉汤、鸡汤之所以鲜，也在于因汤中溶有较多谷氨酸的缘故。氨基酸自然对人体是有益的。不过，毫无节制地食用味精仍然有钠离子摄入量超标之虞，原因在於味精是谷氨酸以鈉鹽的形式保存與販售。簡言之所謂的中國餐廳症候群（CRS）在經過嚴格與縝密的科學實驗下，目前並無任何證據顯示味精於一般情況的使用量下（谷氨酸鈉鹽/MSG）與中國餐廳症候群有任何的關聯。